# Epyris
Epyris (лат. ) — род ос-бетилид из семейства Bethylidae (Chrysidoidea, Hymenoptera). Более 275 видов.

## Распространение
Встречаются всесветно. Палеарктика (75 видов; 40 в Западной Палеарктике, остальные на востоке), в том числе: Российский Дальний Восток (4 вида), Япония (24), восточный Китай (4).
В Европе 28 видов.
По данным каталога перепончатокрылых России (2017) в мире более 219 видов, в Палеарктике 40, в России 6 видов.

## Описание
Мелкие и среднего размера осы-бетилиды, чёрного цвета. Длина тела от 2 до 10 мм. Усики самок и самцов 13-члениковые. Формула щупиков 6:3. Боковые доли клипеуса редуцированы, передний край наличника выступающий. Пронотум длиннее своей ширины. Нотуали и парапсидальные борозды развиты. Скутеллярные ямки щитика не соединены бороздкой. Глаза, оцеллии и крылья развиты. Базальная жилка переднего крыла доходит почти до субкостальной жилки. Паразитоиды личинок насекомых, в основном, почвенных жуков чернотелок Tenebrionidae.

## Систематика
Крупнейший по числу видов род ос-бетилид (Epyrinae). Род был впервые выделен в 1832 году британским энтомологом Джоном Вествудом. Известно более 275 современных видов.
- Epyris aequalis Lim & S. Lee, 2011[1]
- Epyris afer Magretti, 1884[8]
- Epyris alius Gorbatovskij[5]
- Epyris apicalis Smith, 1874
- Epyris apterus Cameron, 1888
- Epyris arcuatus Kieffer, 1906[9]
- Epyris asura Terayama, 2006[10]
- Epyris azevedoi Tribull, 2016[11]
- Epyris bayeri Hoffer, 1935
- Epyris bilineatus Thomson, 1862
- Epyris biroi Moczar, 1966
- Epyris breviclypeatus Lim & S. Lee, 2011[1]
- Epyris brevipennis Kieffer, 1906[9]
- Epyris californicus
- Epyris carbunculus Nagy, 1970
- Epyris carpenteri Tribull, 2016[11]
- Epyris chasanicus Gorbatovskij[5]
- Epyris corcyraeus Kieffer, 1907
- Epyris darani Terayama, 2006[10]
- Epyris dulicus Lim & S. Lee, 2011[1]
- Epyris enerterus Stein & Azevedo
- Epyris erythrocerus Kieffer, 1906[9]
- Epyris evanescens Kieffer, 1906[9]
- Epyris finitus Lim & S. Lee, 2011[1]
- Epyris foveatus Kieffer, 1904
- Epyris fulgeocauda Tribull, 2016[11]
- Epyris fulvimanus Kieffer, 1907
- Epyris fuscipalpis Kieffer, 1906[9]
- Epyris fuscipes Kieffer, 1906[9]
- Epyris gaullei Kieffer, 1906[9]
- Epyris hangunensis Terayama, 2005[12]
- Epyris herschae Tribull, 2016[11]
- Epyris idaten Terayama, 2006[10]
- Epyris inermis Kieffer, 1906[9]
- Epyris insulanus Kieffer, 1906[9]
- Epyris jeonbukensis Lim & S. Lee, 2011[1]
- Epyris kurzenkoi Gorbatovskij[5]
- Epyris leleji Gorbatovskij[5]
- Epyris limatulus Lim & S. Lee, 2011[1]
- Epyris loisae Tribull, 2016[11]
- Epyris longiantennatus Lim & S. Lee, 2011[1]
- Epyris longicephalus Terayama, 2005[12]
- Epyris longicollis Kieffer, 1906[9]
- Epyris macrocerus Kieffer, 1906[9]
- Epyris macromma Kieffer, 1906[9]
- Epyris marshalli Kieffer, 1906[9]
- Epyris maximus Berland, 1928
- Epyris minor Kieffer, 1906[9]
- Epyris mureungensis Lim & S. Lee, 2011[1]
- Epyris niger Westwood, 1832typus
- Epyris niwoh Terayama, 2006[10]
- Epyris penatii Stein & Azevedo
- Epyris quinquecarinatus Kieffer, 1906[9]
- Epyris rufimanus Kieffer, 1914
- Epyris rufipes
- Epyris sauteri (Enderlein, 1920)
- Epyris sublevis Kieffer, 1904
- Epyris sudosanensis Lim & S. Lee, 2011[1]
- Epyris tardus Kieffer, 1906[9]
- Epyris transversus Kieffer, 1906[9]
- Epyris tricolor Cameron, 1888
- Epyris yamatonis Terayama, 1999
- Epyris yetus Lim & S. Lee, 2011[1]

- Другие виды